# Libouchecké rybníčky
Libouchecké rybníčky jsou přírodní rezervace jeden kilometr severovýchodně od obce Libouchec v okrese Ústí nad Labem rozkládající se v nadmořské výšce 320 až 330 m n. m. Chráněné území je v péči Správy Národního parku České Švýcarsko.

## Předmět ochrany
Důvodem ochrany je jedna z nejvýznamnějších lokalit rozmnožování obojživelníků na území CHKO Labské pískovce. Toto území představuje významné refugium pro výskyt celé řady dalších vzácných a ohrožených druhů organizmů. Na přilehlých porostech roste sítina sivá (Juncus inflexus), ostřice prosová (Carex panicea) či rdesno obojživelné (Persicaria amphibia).

## Historie

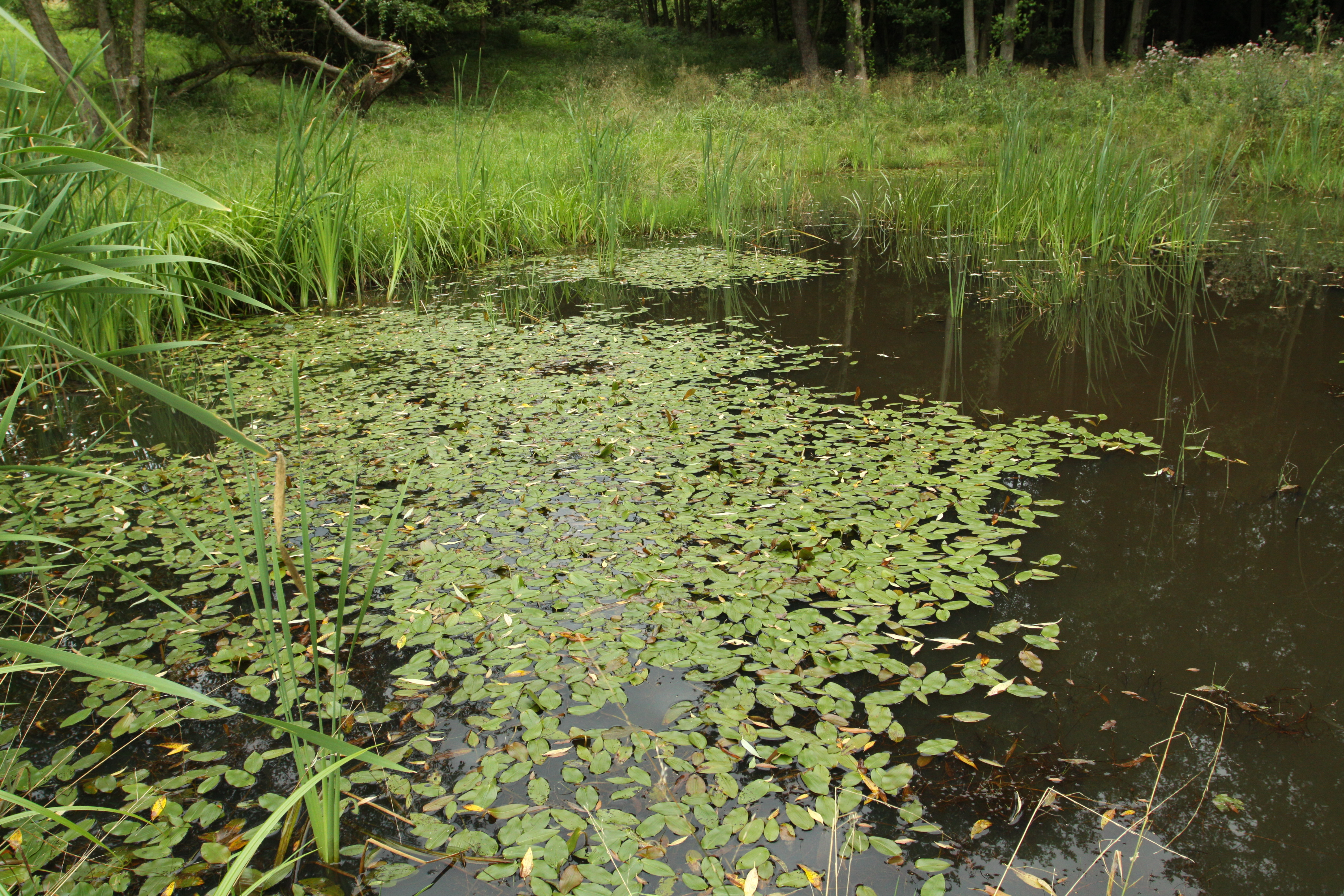
Rdesno obojživelné rostoucí na lokalitě

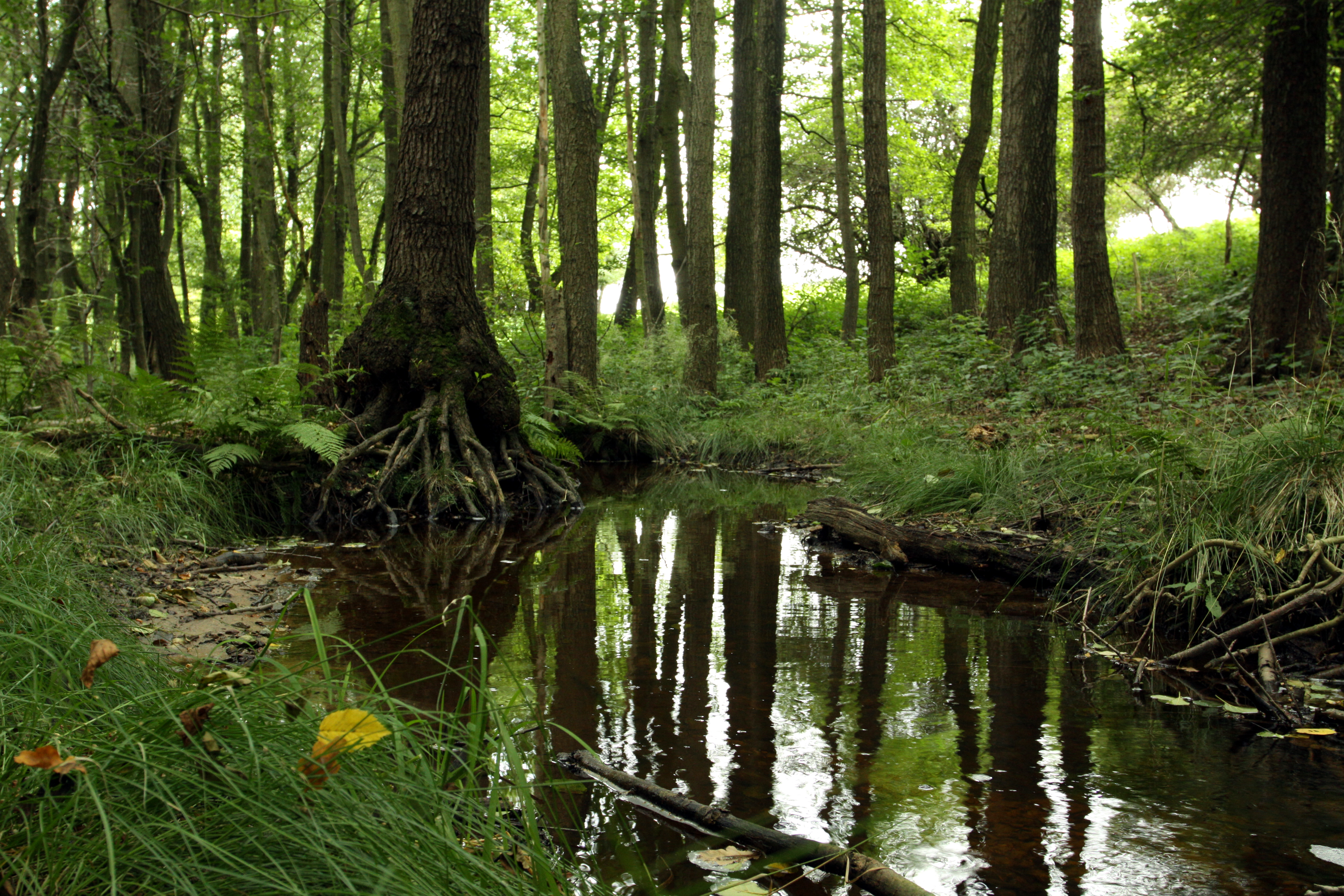
Potok protékající skrze chráněné území

Přírodní rezervace byla zřízena vyhláškou číslo 4/96 Správou CHKO Labské pískovce ve dne 10. října 1996 (se stejným datem platnosti). V roce 2008 natočila Česká televize o této lokalitě krátkou reportáž v rámci pořadu Minuta z přírody.
Rybník, který je jádrem přírodní rezervace, byl na počátku 21. století revitalizován a odbahněn, současně došlo k vysekání přemnožených vodních rostlin a náletových dřevin v okolí. V rámci zásahu byla taktéž vybudována nová tůně pro obojživelníky. Do takto upraveného prostředí byla následně přenesena střevle potoční (Phoxinus phoxinus). Náklady na tato opatření byla hrazena z fondu Podpora obnovy přirozených funkcí krajiny.

## Přírodní poměry
Z obojživelníků se na lokalitě vyskytuje například blatnice skvrnitá (Pelobates fuscus), kuňka obecná (Bombina bombina), skokan štíhlý (Rana dalmatina), skokan hnědý (Rana temporaria), čolek obecný (Lissotriton vulgaris) a ropucha obecná (Bufo bufo).